# Jackie McGrory
Jackie McGrory (Glasgow, Escocia, 15 de noviembre de 1941 † 12 de octubre de 2004) fue un futbolista escocés. Se desempeñaba en posición de defensa.

## Selección nacional
Fue internacional con la Selección de fútbol de Escocia en tres ocasiones.

## Clubes
| Club       | País    | Año         |
| ---------- | ------- | ----------- |
| Kilmarnock | Escocia | 1960 - 1973 |

## Palmarés

### Campeonatos nacionales
| Título                    | Club       | País    | Año     |
| ------------------------- | ---------- | ------- | ------- |
| Premier League de Escocia | Kilmarnock | Escocia | 1964/65 |